# Allophylus le-testui
Allophylus le-testui är en kinesträdsväxtart som beskrevs av François Pellegrin. Allophylus le-testui ingår i släktet Allophylus och familjen kinesträdsväxter. Inga underarter finns listade i Catalogue of Life.